# Ludmilla
Ludmilla ist ein weiblicher Vorname.

## Herkunft und Bedeutung
Beim Namen Ludmilla handelt es sich um eine Variante des russischen bzw. bulgarischen Namens Людмила (Ljudmila, Lyudmila). Der Name setzt sich aus den slawischen Elementen ljud „Menschen, Leute“ und mil „lieb“,  „Gunst“ zusammen.

## Varianten

### Weiblich
- belarussisch: Liudmila
- bulgarisch: Lyudmila
- deutsch: Ludmila, Ludmilla
  - obersorbisch: Ludmila
- griechisch: Λουντμιλα (Loudmila)
- lettisch: Ludmila
- polnisch: Ludmiła, Ludomiła; archaisch: Ludzimiła, Ludźmiła
- russisch: Людмила (Liudmila, Ludmila, Ljudmila, Ljudmilla, Lyudmila)
- slowakisch: Ľudmila
- slowenisch: Ljudmila, Ludmila
- tschechisch: Ludmila, Lída, Lidmila
- ukrainisch: Liudmila, Liudmyla, Lyudmyla
- ungeklärter Herkunft: Lioudmila, Lioudmilla, Loudmilla
- Kurzformen: Mila, Milla, Ljuda, Ludzia

### Männlich
- bulgarisch: Lyudmil
- mazedonisch: Ljudmil
- polnisch: Ludomił

## Namenstage (Auswahl)
- in Tschechien: 16. September (auch 15. September)
- in Russland: 7. Mai, 30. Juli

## Bekannte Namensträgerinnen
Aus Herrscherhäusern
- Ludmilla von Böhmen (9. Jahrhundert), eine Heilige
- Ludmilla von Böhmen (um 1170–1240), Herzogin von Bayern
- Ludmilla von Podiebrad (1456–1503), Tochter des böhmischen Königs Georg von Podiebrad
- Ludmilla Elisabeth von Schwarzburg-Rudolstadt (1640–1672), Gräfin von Schwarzburg-Rudolstadt und deutsche Kirchenlieddichterin

Weitere Namensträgerinnen
- Ludmilla Assing (1821–1880), deutsche Schriftstellerin
- Ludmilla Dietz (1833–1896), österreichische Theaterschauspielerin und Sängerin (Sopran)
- Ludmilla Herzenstein (1906–1994), deutsche Architektin, Stadtplanerin und Kinderbuchautorin russischer Herkunft
- Ludmilla Hypius (1911–2015), deutsche Trompeterin und Musikpädagogin
- Ludmilla Jordanova (* 1949), englische Professorin für Geschichte und Philosophie
- Ludmilla Kunzmann (1774–1843), böhmische Spitzenhändlerin, Unternehmerin und Gesellschafterin
- Ludmilla Parfuss (* 1942), österreichische Sozial- und Berufspädagogin sowie Politikerin (SPÖ)
- Ludmilla Schollar (1888–1978), russische Balletttänzerin
- Ludmilla Tchérina (1924–2004), französische Primaballerina, Choreografin und Filmschauspielerin

## Spitznamen
- Diesellok Baureihe 130 der Deutschen Reichsbahn